# C.W. McCall
William Dale Fries, Jr., bedre kendt som C.W. McCall (født 15. november 1928 i Audubon, Iowa, død 1. april 2022 i Ouray, Colorado) var en amerikansk countrysanger. Han er blandt andet kendt for sangen "Convoy", som blev indspillet i 1975 og udgivet i november samme år. Sangen gav ophav til filmen af samme navn i 1978, instrueret af Sam Peckinpah.

## Diskografi
- C.W.Mccall (1976)